# Bedlam
Bedlam es una serie de televisión británica de tipo sobrenatural que en su país de origen se estrenó el 7 de febrero del 2011 y finalizó sus transmisiones el 11 de julio del 2012 en el canal Sky Living. 
La trama tiene lugar en un bloque de apartamentos llamado 'Bedlam Heights', que en el pasado fue un sanatorio mental, en el que empiezan a darse una serie de extraños sucesos. (Bedlam en inglés significa “casa de locos”, en honor al Hospital Bedlam.)
El 11 de marzo del 2013 se anunció que la serie no sería renovada para una tercera temporada. 

## Argumento
La serie se inicia cuando Jed (Theo James) regresa a la vida de su prima Kate (Charlotte Salt) de forma inesperada. Su presencia, tras un largo internamiento psiquiátrico, tiene que ver con sus nuevas visiones, que le hacen sospechar que se encuentra en grave peligro. Kate está viviendo con su mejor amiga Molly (Ashley Madekwe) y con Ryan (Will Young) en un moderno piso. El edificio, sin embargo, era un antiguo manicomio que su padre Warren (Hugo Speer) ha renovado y convertido en un bloque de apartamentos. La llegada de Jed coincide con una serie de fenómenos extraños e inexplicables.
En la segunda temporada la historia se desarrolla en torno a la paramédica Ellie (Lacey Turner) que comienza a ver fantasmas. Atormentada por las visiones y tras perder su trabajo decide viajar a Bedlam Heights en busca de Jed Harper. Allí conocerá a Max (Jack Roth), Dan (Nikesh Patel) y Keira (Gemma Chan).

## Personajes
| Actor/Actriz   | Personaje      | Ocupación        | Episodios | Duración    |
| -------------- | -------------- | ---------------- | --------- | ----------- |
| Hugo Speer     | Warren Bettany | -                | 12        | 2011 - 2012 |
| Charlotte Salt | Kate Bettany   | Agente de Viajes | 7         | 2011 - 2012 |
| Lacey Turner   | Ellie Flint    | Paramédica       | 6         | 2012        |
| Jack Roth      | Max            | -                | 6         | 2012        |
| Nikesh Petal   | Dan Mehotra    | -                | 6         | 2012        |
| Gemma Chan     | Kiera          | -                | 6         | 2012        |

### Antiguos Personajes Principales
| Actor/Actriz   | Personaje       | Episodios | Duración |
| -------------- | --------------- | --------- | -------- |
| Theo James     | Jed Harper      | 6         | 2011     |
| Will Young     | Ryan McAllister | 6         | 2011     |
| Ashley Madekwe | Molly Lucas     | 6         | 2011     |

### Antiguos Personajes Recurrentes
| Actor        | Personaje | Ocupación  | Episodios | Duración |
| ------------ | --------- | ---------- | --------- | -------- |
| James Sutton | Andy      | Paramédico | 1         | 2012     |

## Producción
La serie fue renovada por una segunda temporada que se estrenó el 6 de junio de 2012 en Reino Unido y en España el 16 de diciembre de 2012.
Durante la primera temporada la serie contó con un joven y atractivo reparto encabezado por la estrella británica del pop Will Young, Theo James, Charlotte Salt y Ashley Madekwe.

### Recepción
El estreno de la serie se convirtió en el programa más visto de su franja horaria del canal de pago Sky Living, duplicando la media de audiencia que hasta entonces tenía.

### Emisiones en otros países
En España se estrenó el 5 de junio de 2011 en el canal Cosmopolitan TV.